# Шадми, Нахум
Нахум Шадми (ивр. נחום שדמי‎, при рождении Нухим Меерович Креймер; 20 июня 1898, Кишинёв, Бессарабская губерния — 20 декабря 1985, Израиль) — израильский военный деятель, полковник, председатель Военного апелляционного суда Израиля (1953—1958).

## Биография
Родился в Кишинёве в семье Меера Креймера и Шейвы Нухимовны Учитель. Во время учёбы в частной мужской гимназии И. Р. Раппопорта в Одессе увлёкся идеями сионизма, стал одним из организаторов местного отделения организации Гехалуц. После окончания гимназии в 1917 году участвовал в еврейской самообороне во время беспорядков в Одессе в период Гражданской войны (1917—1920).
В 1921 году женился на Шошане Гольдберг и в том же году эмигрировал в подмандатную Палестину, трудился на дорожных, затем сельскохозяйственных работах, и в конце концов поселился в Менахемии; был членом управления юниона сельскохозяйственных рабочих Нижней Галилеи. Прошёл воинскую подготовку и продолжил карьеру в Хагане, сначала на командных позициях в Нижней Галилее и в районе озера Кинерет. В 1939 году был под следствием за участие в самосудстве и был оправдан британским судом. 
В 1941 году назначен командующим Иерусалимским военным округом. После окончания Второй мировой войны был эмиссаром Хаганы в Европе, вернулся в Израиль в 1948 году и был назначен заместителем председателя военного трибунала. В 1953 году стал вторым председателем Военного апелляционного суда Израиля.
После демобилизации стал начальником отдела расследований партии Мапай.
Сын — израильский военный деятель, полковник Иссахар Шадми (Креймер, род. 1922).